# استنقاء

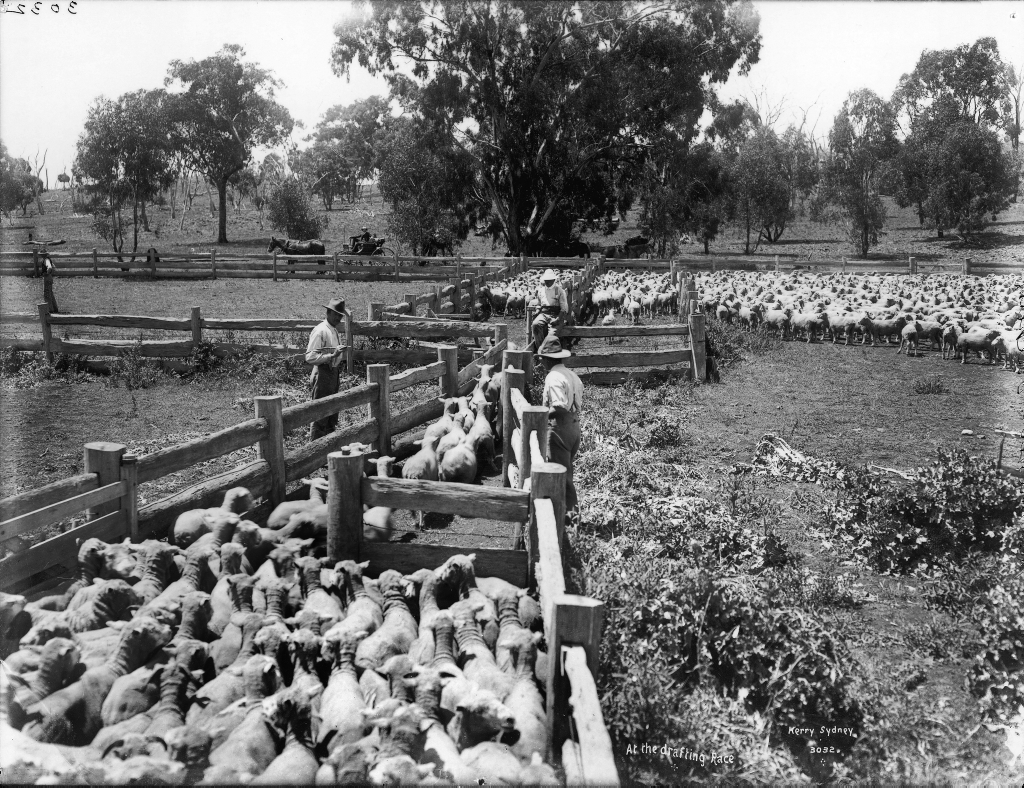
عملية استنقاء لقطيع من الحيوانات

الاستنقاء في علم الأحياء والزراعة هي عملية تفصل فيها الكائنات الحية بشكل انتقائي عن مجموعتها وزمرتها بناء على مواصفات معينة من أجل رفع النوعية.
تستخدم هذه التقنية في مزارع وزرائب تناسل الحيوانات من أجل فصل الحيوانات المريضة عن باقي القطيع؛ كما تستخدم في علم الزراعة من أجل رفع جودة المحصول.